# Roepie Kruize

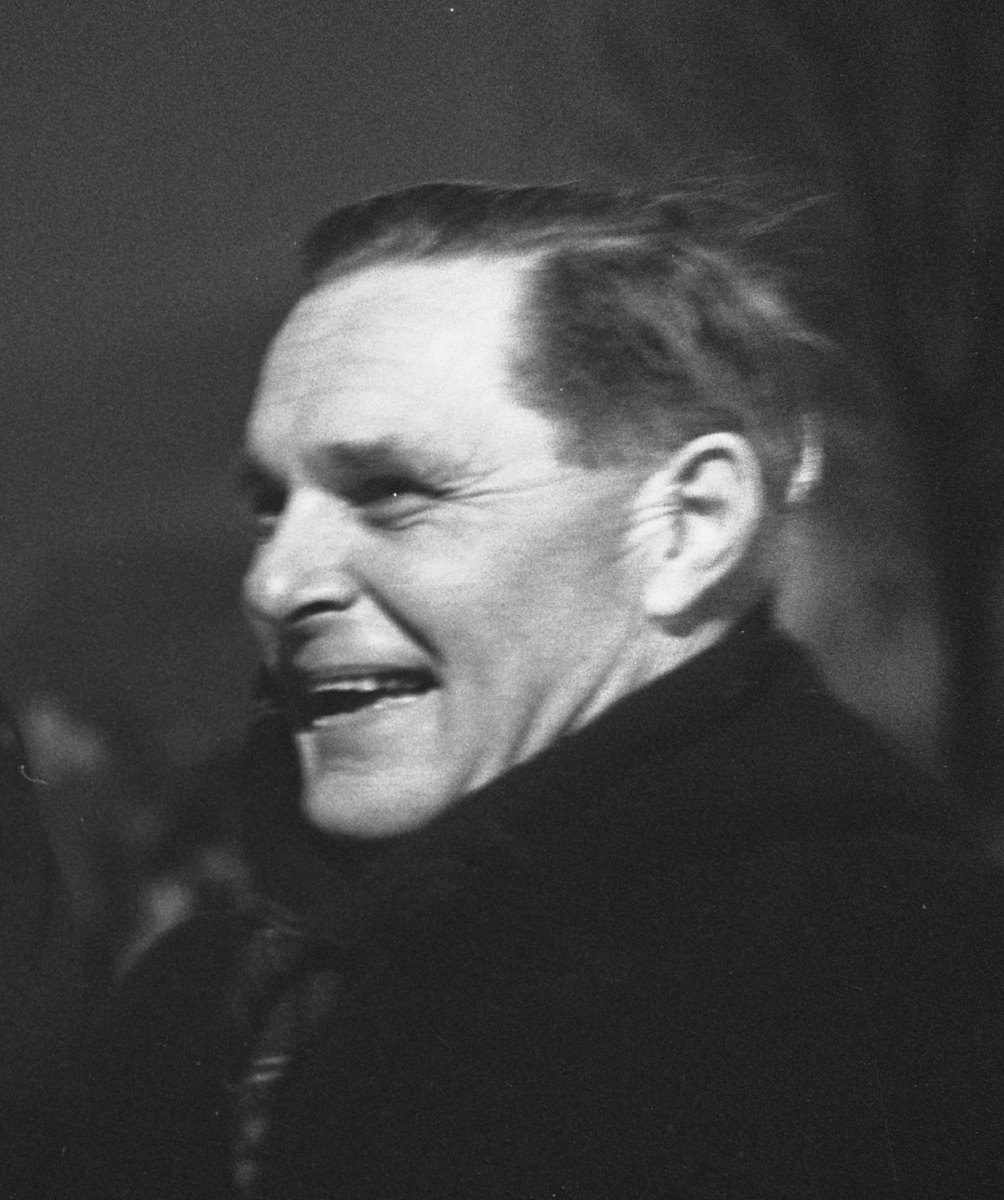
Roepie Kruize in 1969

Jan Hendrik (Roepie) Kruize (Heemstede, 18 januari 1925 – Den Haag, 14 februari 1992) was een Nederlands hockeyer. Zijn loopbaan speelde zich af in de jaren na de Tweede Wereldoorlog, toen nog op natuurgras werd gespeeld.

## Biografie
Roepie Kruize was de zoon van een makelaar. Hij woonde in zijn jeugd in Heemstede, Amsterdam en Blaricum. In die laatste periode werd hij lid van de Larensche Hockeyclub. Zijn vader zat in de Tweede Wereldoorlog in het verzet en had onderduikers.
Na de oorlog ging Roepie Kruize spelen voor HHIJC, een van de twee voorgangers van HC Klein Zwitserland. Met deze ploeg werd hij vier keer kampioen van Nederland. Kruize vormde in de jaren vijftig een ingespeeld en gevaarlijk duo met Piet Bromberg. Hij bleef tot 1961 actief. Ook als routinier van 36 jaar was hij nog gevreesd om zijn ‘dodelijke uithaal’. 
Kruize maakte als international deel uit van de Nederlandse hockeyploeg die bij de Olympische Spelen van 1948 de bronzen medaille won en bij de Olympische Spelen van 1952 het zilver veroverde. In 56 interlands kwam Roepie Kruize tot het respectabele aantal van 69 doelpunten, een gemiddelde van 1,21 treffers per wedstrijd.
Na zijn actieve loopbaan volgde Kruize eind jaren zestig Piet Bromberg op als bondscoach. Hij bleef minder dan een jaar aan en werd in 1970 opgevolgd door Jules Ancion.

## Privéleven
Broer Gerrit Kruize (1923-2009) emigreerde naar de Verenigde Staten en kwam op de Olympische Zomerspelen 1956 uit voor het Amerikaanse hockeyteam. De drie hockeyende zonen van Roepie Kruize; Ties Kruize (1952), Hans Kruize (1954) en Jan Hidde Kruize (1961), haalden alle de Nederlandse hockeyploeg. Ook dochter Elske Dijkstra-Kruize (1956-2008) hockeyde op het hoogste niveau en kwam uit voor de nationale ploeg. Zij moest echter na een niertransplantatie op 19-jarige leeftijd haar loopbaan beëindigen.
Jan Hendrik "Roepie" Kruize overleed in 1992 op 67-jarige leeftijd na een lang ziekbed.
André Boerstra · 
Henk Bouwman · 
Piet Bromberg · 
Harry Derckx · 
Han Drijver · 
Dik Esser · 
Wim van Heel · 
Roepie Kruize · 
Jenne Langhout · 
Dick Loggere · 
Ton Richter · 
Eddy Tiel ·
Coach: Huib du Pon
Jules Ancion · 
André Boerstra · 
Harry Derckx · 
Han Drijver · 
Dik Esser · 
Wim van Heel · 
Roepie Kruize · 
Dick Loggere · 
Lau Mulder · 
Eddy Tiel · 
Leo Wery ·
Coach: Rein de Waal